# Olle Wiklund
Olle Wiklund, född 26 december 1914 i Bergvik i Hälsingland, död där 31 mars 1999, var en svensk längdskidåkare som segrade i Vasaloppet 1942, nio minuter före tvåan Bertil Melin. Den gamla rekordtiden av Vasaloppet från 1928 slogs då med två minuter.
Han tävlade för IFK Bergvik och han ställde upp i Vasaloppet vid några tillfällen.
Olle Wiklund är även känd för sina skålar och konstverk gjorda av "knosor" (utväxter, knölar på träd). Lillebror Helge Wiklund var även han framgångsrik orientera i IFK Bergvik.